# Gravier de Gargantua (Port-Mort)
Der Gravier de Gargantua (auch Caillou de Gargantua; deutsch Gargantuas Kiesel)  ist ein 3,5 m hoher, 2,5 m breiter, 0,7 m dicker Menhir aus senonischem Kalkstein, der in einem kleinen Gehege neben der Straße D 313 (Grande Rue) nordwestlich von Port-Mort nahe der Seine im Département Eure in der Normandie in Frankreich steht, wohin er versetzt wurde, als die Straße verbreitert wurde. Er war höher, wurde aber im 19. Jahrhundert während seiner Versetzung zerbrochen. Der abgängige untere Teil hatte einen Meter Höhe.
Der Menhir stammt aus dem Neolithikum und ist seit 1923 Monument historique.
Auguste Le Prévost (1789–1859) war der erste, der das Denkmal im Jahr 1832 erwähnte. 1879 berichtet Félix Leclerc de Pulligny (1821–1893) über die Verstümmelung des Megalithen bei seiner Versetzung.

## Legenden
Wie der Name besagt, schreiben mehrere Legenden dem Riesen Gargantua die Erschaffung dieses Menhirs zu. Gargantua ist der Name eines mythischen Riesen, den François Rabelais in seinem Romanzyklus Gargantua und Pantagruel im 16. Jahrhundert bekannt machte. Es gibt Dutzende von Menhiren und einen Dolmen mit dem Namen Les Palets de Gargantua im Département Indre-et-Loire. In der Überlieferung ist bekannt, dass Gargantua die Landschaft geformt hat, lange bevor Rabelais die Geschichte aufnahm.
Im Jahr 1832 berichtet Auguste Le Prévost in seinem historischen und archäologischen Bericht über das Département Eure von der ersten Version, die er an Ort und Stelle hörte. Als Gargantua den Hügel Côte Frileuse in der Nähe baute, störte ihn ein Kiesel, der in seinen Schuh gerutscht und nichts anderes als dieser riesige Stein war. Nachdem er gezwungen war, seine Arbeit zu unterbrechen, um ihn herauszuholen, hielt er es für zweckmäßig, ihn an dem Ort zu deponieren, an dem er heute noch zu sehen ist.
Die von de Pulligny überlieferte Version ist etwas anders: Als Gargantua und sein Vater Grangousier im Gasthaus „tant yolie ville“ von Mantes saßen, stahlen Diebe ihre Pferde. Gargantua und sein Vater machten sich an die Verfolgung der Diebe. Als sie in Port-Mort unweit von Pressagny-l’Orgueilleux ankamen, war Gargantua plötzlich ermattet. Er setzte sich an den Rand der Straße, und nachdem er den Schuh ausgezogen hatte, zog er den Stein heraus und warf ihn, zur Verblüffung der Leute von Panilleuse, die vom Markt zurückkehrten, an diese Stelle.

## Umgebung
In der Nähe, in Les Andelys, liegt das Tombeau de Saint-Ethbin, das 1870 an der Stelle eines Dolmens errichtet wurde. De Pulligny zufolge hatte der Dolmen vor seiner Zerstörung die Form eines Trilithen bestehend aus zwei durch eine Steinplatte verbundene Pfosten.